# Höckendorfer Heide
Koordinaten: 50° 55′ 28″ N, 13° 36′ 0″ O

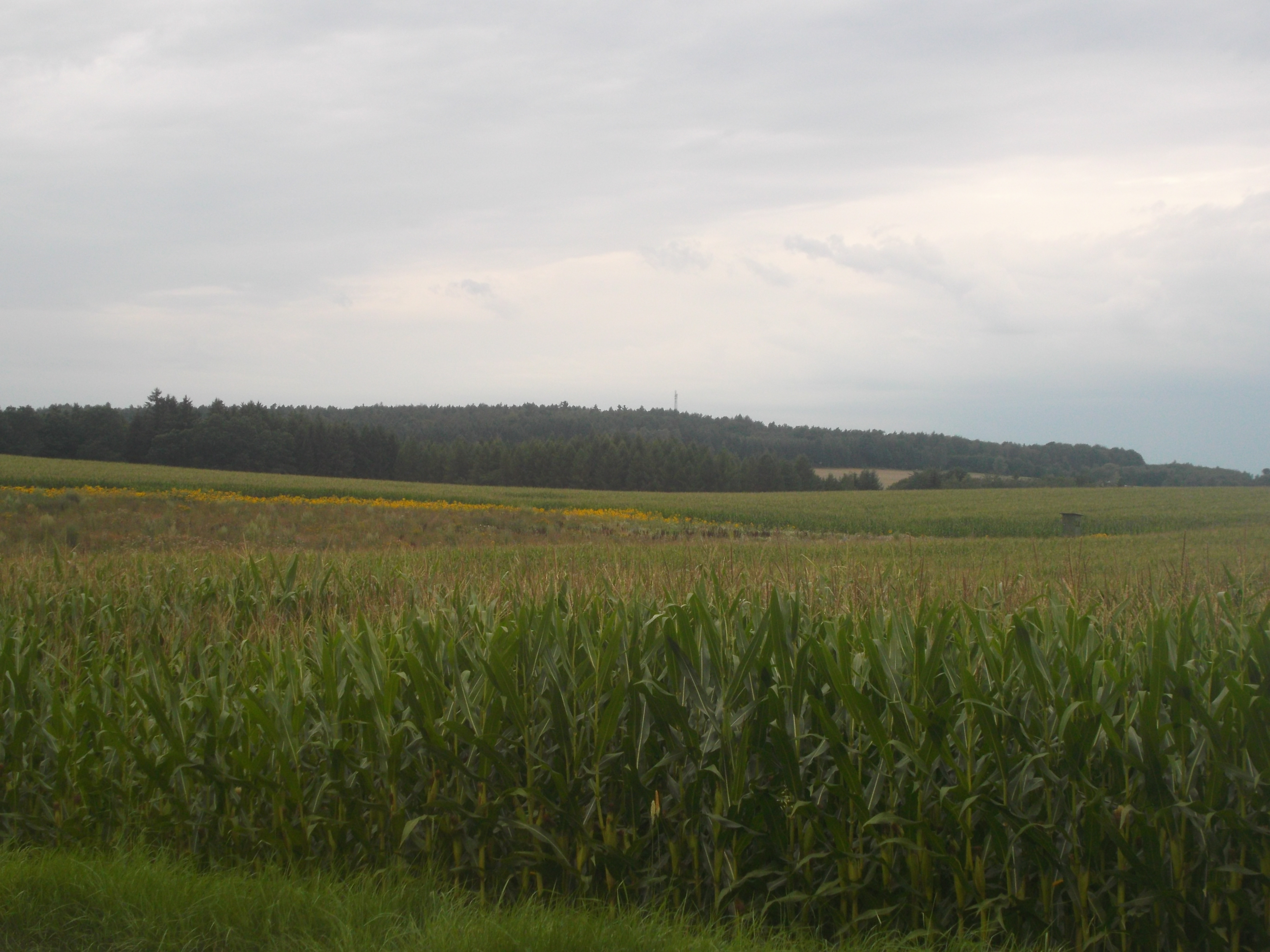

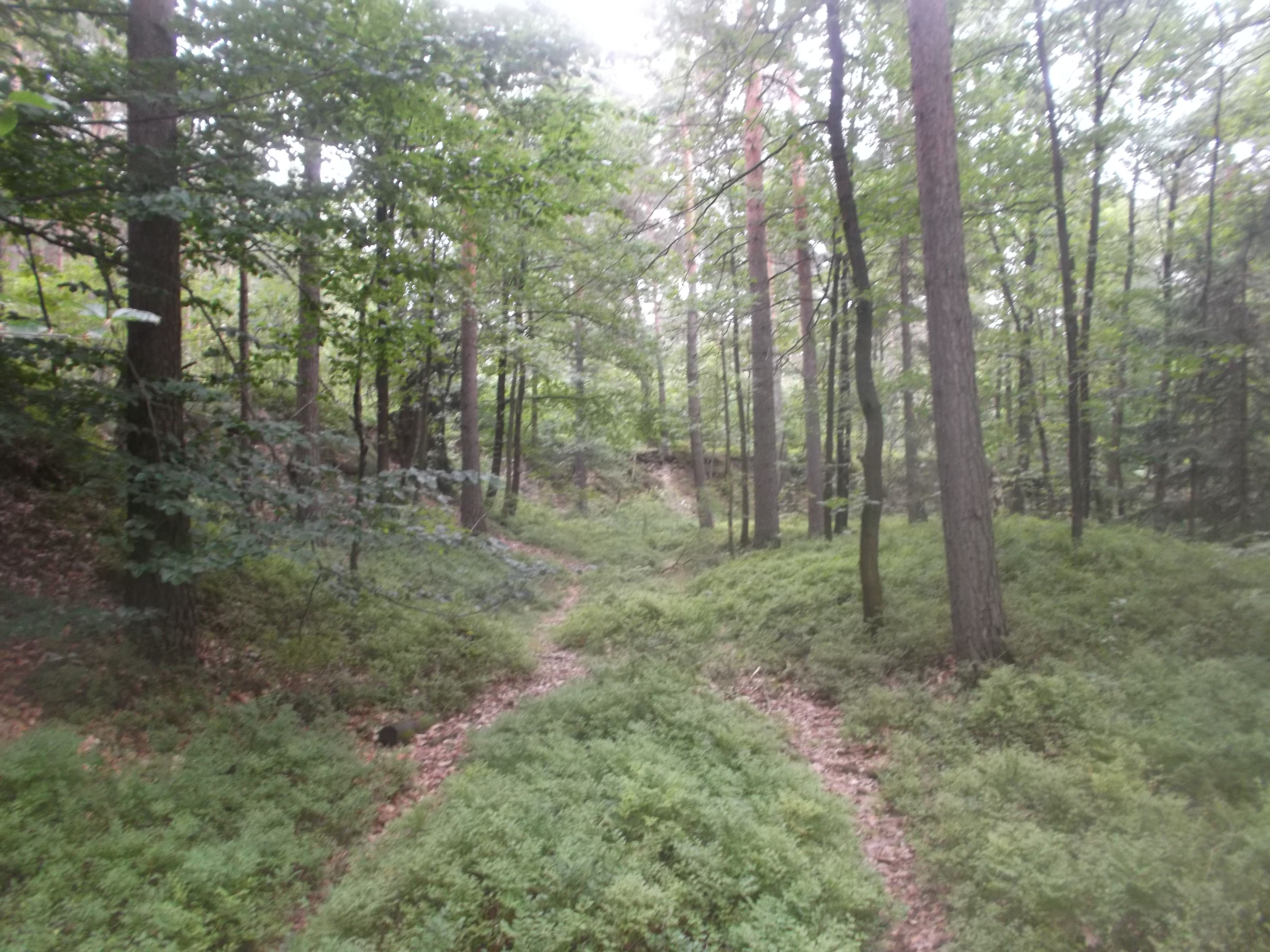

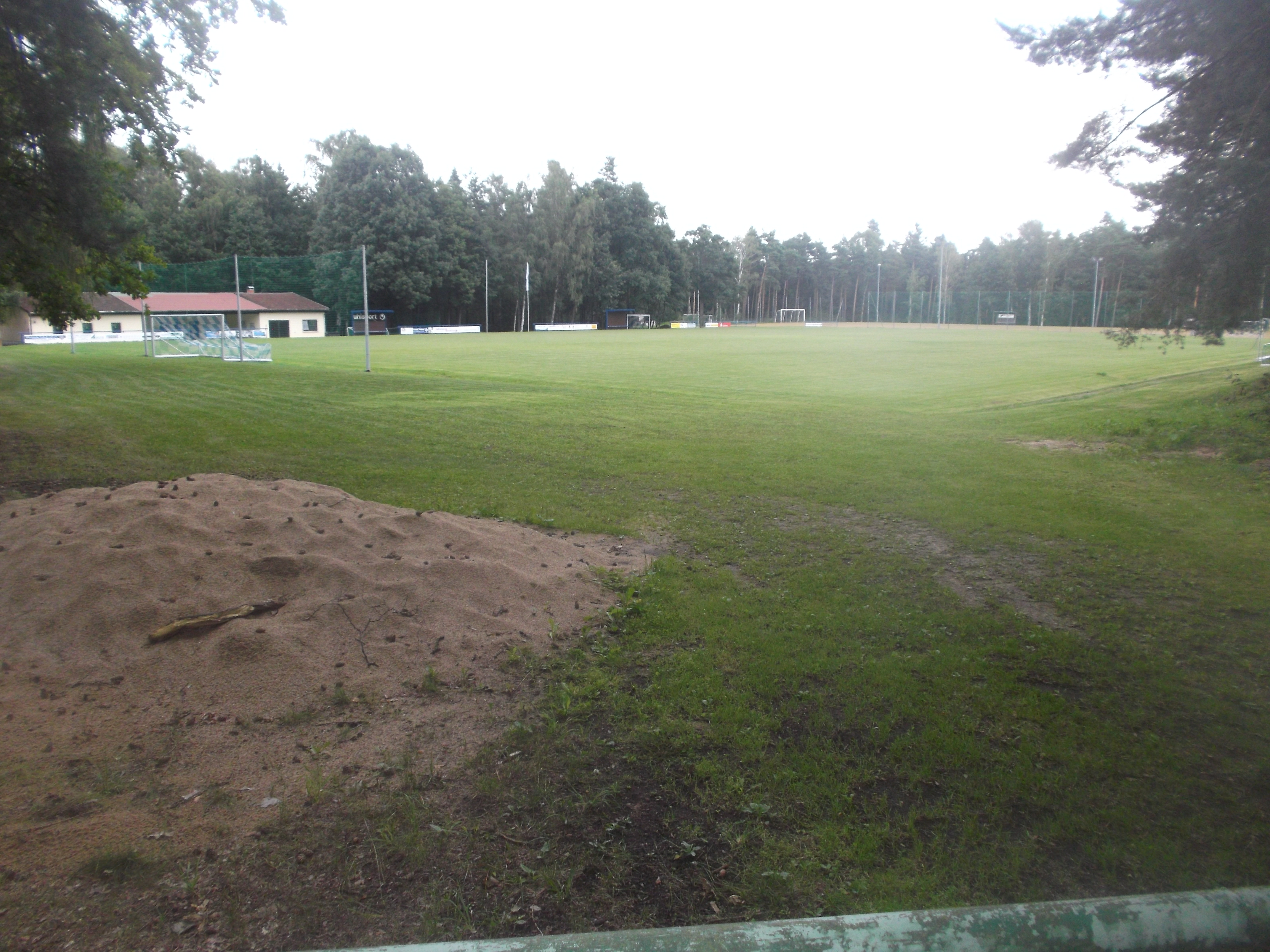

Die Höckendorfer Heide ist ein 2,5 km² großes Waldgebiet im Osterzgebirge, östlich des namensgebenden Dorfes Höckendorf. Sie liegt auf dem Territorium der Gemeinde Klingenberg im Landkreis Sächsische Schweiz-Osterzgebirge in Sachsen.
Im Osten grenzt das Waldgebiet an die Paulsdorfer Heide. Angrenzende Ortschaften sind Höckendorf im Westen, Ruppendorf im Südwesten und Borlas im Nordosten. Es liegt zwischen 390,5 m ü. NHN und 421 m ü. NHN.
Die Zuständigkeit liegt beim Forstamt in Bärenfels, Eigentümer ist der Freistaat Sachsen.

## Geschichte
Bereits im Jahr 1330 ließ Conrad von Theler mehrere Goldbergwerke erschließen, die im Jahre 1662 stillgelegt wurden. Auf einer Landkarte, die in den Jahren 1586/1607 entstand, wird sie schon als Höckendorfer Heide genannt. Drei Steinbrüche sind im Jahr 1881 genannt, wovon später zwei größere zum Abbau von Sandstein genutzt wurden. An der Kreuzung Kirchweg/Marktsteig befindet sich der Höckendorfer Fußballplatz, der im Jahr 1922 nach Überlassung des Grundstücks an den Höckendorfer Sportverein angelegt werden konnte und im Jahre 1975 einen massiven Umkleidetrakt erhielt. Tongruben dienten ab dem 17. Jahrhundert der Gewinnung von Ton zur Herstellung von hochwertiger Keramik, der in Dippoldiswalde ansässigen Töpferhandwerkern, 1692 errichtete man einen steinernen Tisch, als Raststätte den Kurfürsten von Sachsen und seinen Genossen, dieser wird noch im 18. Jahrhundert auf einer Landkarte am südlichen Rand der Heide in Richtung Paulshain genannt. Der seit 1. November 1887 amtierende Höckendorfer Oberförster: Rudolf Karl Eras (†22.02.1914 Höckendorf), ließ im Jahre 1889 den Wettinerplatz anlegen, welcher auch hier eine Eiche pflanzte, im Jahre 1899 erhielt er von Albert von Sachsen den Titel als Forstmeister, 1905 wurde der Oberförster Eras in den Ruhestand verabschiedet.

## Sehenswürdigkeiten
Am Eingang zur Heide steht in Höckendorf das ehemalige Forstgut, von welchem aus die Höckendorfer Heide und die Paulsdorfer Heide verwaltet wurde. Nicht weit von diesem befindet sich der am 5. Mai 2002 eröffnete Tiergarten Höckendorfer Heide. Gegenüber dem Sportplatz befand sich der größte Heidesteinbruch, wo angrenzend die höchste Erhebung der Heide, der Mücken-Berg mit 421 m ü. NHN, liegt.

## Wege
Die Kleine Straße – in früheren Zeiten auch „Salzstraße“ über den Schenkberg vorbei am Fußballplatz nach Possendorf, ist eine alte Handelsstraße. Der L-Weg ist ein alter Forstweg, welcher heute vom Wettinerplatz (Kreuzung Marktsteig) bis in den südlichen Abschnitt der Paulsdorfer Heide verläuft, wo dieser auf einer Wiese endet. Im 1727 erstellten Forstbuch begann dieser noch in Höckendorf und endete in Paulsdorf. Der Kirchweg von Höckendorf nach Borlas durchquert die Heide auch am Sportplatz mit der Kleine Straße und verläuft bis an die Butterstraße in Höckendorf. Die ausgebaute Schneise von der Butterstraße bei Borlas durch die Heide bis nach Ruppendorf war früher der Marktsteig und wurde auch R-Weg genannt.